# Zimino
Il termine zimino (sin. pezzi, in sassarese: ziminu) è un termine utilizzato con riferimento ad uno dei piatti tipici delle città di Sassari, Porto Torres e Sorso in Sardegna. Si tratta di un insieme di frattaglie d'agnello o di bovino, tra cui primeggiano il diaframma (parasangu), i "riccioli" o intestino (isthintinu), il retto (cannaguru), ma anche il cuore (cori), il rognone (rugnoni), la milza (ippiena); tuttavia, tra tutti, il pezzo più prelibato è il primuratti, cioè il timo (le animelle). Il termine è utilizzato anche in Liguria e Toscana e designa una preparazione con il pesce a base di olio e verdure. 

## Origine
Zimino deriva dall'arabo 'zamir', che tradotto significa "denso e oleoso" e ricorda la preparazione in uso in Liguria e Toscana, piuttosto che quella sarda. 
Lo zimino viene preparato adagiandolo sulla grabiglia (graticola), dove cuoce alla brace, prima di essere salato e servito.
Lo zimino è tipico della città di Sassari e non dei paesi del suo circondario in quanto la città era caratterizzata dalla prevalenza di attività commerciali ed agricole ortive (cavoli, carciofi, melanzane, pomodori, rucola, etc.), mentre nel circondario l'allevamento e la pastorizia erano prevalenti, così che i "cittadini" non avevano direttamente a disposizione i tagli pregiati delle carni, per cui dovevano accontentarsi dei tagli (da ciò appunto il termine dialettale pezzi) meno pregiati, lasciando le parti migliori ai possidenti ed allevatori dei paesi del circondario (li di li biddi), o ai signori cittadini (li signori).
In Gallura e a Tempio Pausania in particolare si usava arrostire gli intestini del vitello senza però chiamare tale piatto ziminu, ma con la traduzione letterale di intestìni, ovvero “minuci”.

### Ziminadda
L'attività di preparare lo zimino, o di incontrarsi in gruppi di persone per consumarlo, viene chiamata ziminadda, ed è una tradizione celebrata in particolare nelle campagne e negli oliveti che circondano (e soprattutto circondavano) la città di Sassari: durante il periodo primaverile ed estivo le compagnie di giovani (greffe) si incontrano in una casa di campagna (cioè un'abitazione rurale, per distinguerla da quella di città nella quale si vive regolarmente) e, durante la serata, si dedicano a questo rito.
La ziminata è regolarmente accompagnata da grande mescita di vino specialmente rosso e corposo (tipo Cannonau di Sorso e Sennori,  Cagnulari, etc.), e da varie verdure fresche (finocchi, pomodori, lattuga, sedano), e, talvolta, da verdure arrosto (carciofi sardi, cipollotti, peperoni, etc.) che vengono lasciate cuocere a lungo accanto ai pezzi dello zimino.
Con lo scandalo scoppiato in tutta Europa dopo i primi casi di "mucca pazza" (Encefalopatia spongiforme bovina, BSE), alcuni provvedimenti legislativi avevano bandito anche la vendita ed il consumo di zimino (in fase stessa di macellazione, il veterinario addetto al controllo nei mattatoi, aveva il compito di "imbrattare" l'intestino del bovino con una particolare sostanza che lo rendeva incommestibile); ciò ha causato non poche polemiche e favorito, d'altra parte, un certo mercato clandestino. Con la fine di tale emergenza anche la preparazione e il consumo dello zimino sono comunque tornati alla piena legalità.

## Altri significati
In alcune parti della Sardegna, ad esempio ad Alghero, con il termine zimino si intende invece una zuppa di pescetti, cioè un insieme di pesci di poco valore, cucinati prevalentemente con la bollitura e ricchi condimenti. Tuttavia ad un abitante di Sassari, parlando di zimino non verrebbe mai in mente il pesce ma solo ed esclusivamente l'arrostita di carne alla brace.
In altre parti della Sardegna (per esempio a Bulzi, piccolo centro dell'Anglona), per ziminu si intende prevalentemente la cottura in casseruola, con una salsa di pomodoro in agrodolce, delle frattaglie dell'agnello o del capretto; molto più insolito, nella tradizione, è il consumo delle interiora del vitello, in quanto i bovini venivano prevalentemente allevati per la produzione di latte o come animali da traino e da lavoro (tuttavia, seppur più raro, anche in quest'area della Sardegna, capitava di tanto in tanto, in occasioni particolari, di consumare lo zimino  a sa moda e Tàtari, "alla sassarese").
In altre zone d'Italia (a Pistoia e in Liguria) il termine zimino fa parte della cucina locale ma in riferimento a un piatto di verdure a foglia e pesce.